# Louis V. Gerstner, Jr.
Louis V. Gerstner, Jr. (født 1. marts 1942) var fra 1. april 1993 til 29. januar 2002 administrerende direktør hos IBM, og bestyrelsesformand samme sted i perioden april 1993 – december 2002.